# Onthobium cookii
Onthobium cookii är en skalbaggsart som beskrevs av Renaud Maurice Adrien Paulian 1986. Onthobium cookii ingår i släktet Onthobium och familjen bladhorningar.
Artens utbredningsområde är Nya Kaledonien. Inga underarter finns listade i Catalogue of Life.